# Justiniano Borgoño
Pour les articles homonymes, voir Castañeda.
Justiniano Borgoño Castañeda (Trujillo, 5 septembre 1836 - Lima, 27 janvier 1921) est un militaire et homme d'État péruvien qui occupe la présidence de la République d'avril à août 1894.
Pendant la Guerre du Pacifique contre le Chili, il lutte pour la défense de Lima. Il est nommé ministre de la guerre et de la marine en le premier gouvernement cacériste (1886-1887). Durant le gouvernement de Remigio Morales Bermudez (1890-1894), il est 2e vice-président, et président du Conseil des ministres du Pérou une courte période en 1891. À la mort soudaine du président Morales Bermudez et après de sombres manœuvres politiques, il prend le poste de président de la république à la place de Pedro Alejandrino del Solar, alors 1er vice-président. Il occupe la charge quatre mois avant l'élection de Caceres. Au cours de sa carrière politique, il est également préfet du département de La Libertad, du département de Arequipa et député au Congrès du Pérou.

## Jeunesse
Il est le fils du général Pedro Antonio Borgoño et de Manuela Castañeda y Madalengoitia. Il fait ses études au séminaire de San Carlos et de San Marcelo dans sa ville natale de 1847 à 1852. Il assume plus tard la gestion de l'hacienda Tulape que ses parents possèdeent dans la vallée de Chicama.

## Carrière militaire
En 1856, il intègre l'armée avec le grade de sous-lieutenant, afin de défendre l'ordre légal menacé par la révolution menée par le général Manuel Ignacio de Vivanco à Arequipa. Il combat sous les ordres du capitaine de frégate Manuel Antonio de la Haza lors d'une bataille livrée pour la possession du port de Islay et pour la prise de Iquique cette même année, puis en 1858 à Arica. Avec le grade de capitaine, il retourne aux travaux de ses champs.
Il revient au sein de l'armée pour commencer la Guerre du Chili le 5 avril 1879. Il organise le bataillon "Libres de Trujillo", dans lequel sont incorporés des jeunes de la haute société de Trujillo. Avec son nouveau grade de lieutenant-colonel, il arrive à La Punta, à Callao avec pour mission de forcer le blocus naval imposé par les Chiliens et un possible débarquement. Promu colonel, il est envoyé au pied du Morro Solar. Il prend part à la bataille de San Juan et Chorrillos, le 13 janvier 1881. Blessé à la jambe droite et sans munition, il est fait prisonnier. Le général chilien Cornelio Saavedra Rodríguez, chef des forces chiliennes, le libère le 9 avril, car ami de la famille paternelle que Justiniano Borgoño a au Chili, et après sa promesse de ne pas reprendre les armes.
Libre, Borgoño retourne à Trujillo et reprend ses activités agricoles. Mais à la demande du contre-amiral Lizardo Montero Flores, chef politique et militaire des départements du Nord, il occupe les fonctions de préfet et commandant général du département de La Libertad, de juillet 1881 à juin 1882. Devant l'urgence de défense de la patrie, il organise une petite force avec laquelle il prend part à la bataille victorieuse de San Pablo, avec l'armée du Nord, sur les forces chiliennes commandées par le sergent-major Luis A. Saldes, le 13 juillet 1893.
Il n'approuve pas le mouvement politique (Montan) initié par le général Miguel Iglesias. Il se rend à Tarma, où il se met sous les ordres du général Andrés Avelino Cáceres, chef politique et militaire de départements du Centre. Ce dernier lui confie le commandement du bataillon "Zepita" no 2, à la tête duquel il combat à la bataille de Huamachuco, le 10 juillet 1883. Il sort du combat perdu gravement blessé, devant se réfugier à Conchucos.
Il est nommé commandant général des forces dans le département de La Libertad pour organiser la résistance. Il assume la charge de préfet du département du 16 octobre au 30 novembre 1883. Le pays ne reconnait pas le gouvernement de Iglesias soutenu par les chiliens. Borgoño se joint à la campagne mené par Cáceres pour renverser le régime. Il retourne quelques mois (22 juillet au 3 septembre 1884) assurer sa charge de préfet et commandant général de La Libertad.
En tête de ses troupes, il part pour Cuzco, pour rejoindre celle de Caceres à Concepcion. Il participe à la bataille à Masma contre les forces du général Iglesias, le 4 juillet 1885. Après quelques mouvements tactiques, ses troupes sont incorporées à celle que commandaient le colonel Remigio Morales Bermúdez et contribue à la prise de Canta, le 15 août. Après son rôle actif dans la bataille de Huaripampa, le 15 novembre, et la prise du village de Chicla, le 30, il revient à Lima. Il organise le désarmement des forces opposantes qui agissaient encore près de Lambayeque, La Libertad et Cajamarca.

## Présidence du Pérou
Député de Trujillo (1886-1889), il est ministre de la guerre et de la marine, pendant le premier gouvernement du général Cáceres, du 4 juin au 22 novembre 1886 et du 22 août au 4 octobre 1887.
Durant le gouvernement suivant du colonel puis général Remigio Morales Bermúdez, il fut est député de Pataz (1890-1894) et second vice président de la république. Du 24 août au 14 octobre 1891, il occupe le poste de président du Conseil des ministres et ministre de la guerre et de la marine.
Il se voit propulsé à la présidence, après le décès soudain du président Remigio Morales Bermúdez, en écartant le premier vice-président Pedro Alejandrino del Solar. Il préside le pays pendant quatre mois. Après avoir suspendu les élections qui devaient se tenir le 1er avril 1894, il prévoit des élections non seulement pour élire un nouveau président mais également pour renouveler le Congrès, qu'il juge non représentative, sans autorité ni prestige. Seulement cette décision est inconstitutionnelle, car le Congrès ne devait être renouvelé que par tiers. En réalité, Borgoño cherche à préparer le terrain pour l'élection du général Cáceres. Caceres gagne le 10 août 1894. Peu de temps après, Borgoño est promu général de brigade.
Le résultat de l'élection est vivement contesté par les opposants (Parti Civil (Pérou), Parti Démocrate (Pérou)) qui forment une coalition nationale. Cette opposition est le point de départ d'une violente guerre civile qui amène au pouvoir Nicolás de Piérola en 1895.

## Dernières années
Borgoño s'installe en Argentine où il se consacre pleinement à l'agriculture. Il revient au Pérou en 1901 pour intégrer le Conseil des Généraux. Atteint par la limite d'âge, il se retire dans la station balnéaire d'Ancón.